# Game Over (videogioco)
Game Over è un videogioco sparatutto fantascientifico pubblicato nel 1987 per diversi home computer. Sviluppato e pubblicato inizialmente dalla spagnola Dinamic Software, all'estero venne pubblicato perlopiù da Imagine Software, all'epoca divenuta un'etichetta di Ocean Software.
Fu seguito nel 1988 da Game Over II, uscito anche con il titolo Phantis o Quantum.

## Trama
In una lontana galassia la spietata dittatrice Gremla detiene il potere, ma il suo devoto luogotenente Arkos decide di ribellarsi contro di lei. Il gioco inizia sul pianeta Hypsis,  dove Arkos, appiedato ma ben armato, deve evadere da una prigione difesa da robot guardiani volanti e attraversare una zona all'aperto difesa da robot e mostri. Quindi si trasferisce sul pianeta Sckunn, dove deve prima attraversare una foresta con animali selvatici ostili, poi introdursi nel complesso palazzo di Gremla, difeso da altri tipi di robot e mostri, fino a incontrare il mostro finale che è un guardiano robotico gigante.

## Modalità di gioco
Game Over è uno sparatutto bidimensionale con visuale di profilo. L'ambiente è formato da numerose stanze a piattaforme e a schermata fissa; attraversata una stanza si passa alla successiva, senza scorrimento.
Il gioco è suddiviso in due parti corrispondenti ai pianeti Hypsis e Sckunn. Una volta completato Hypsis si ottiene una password che permette di cominciare le partite direttamente da Sckunn. Hypsis è una sequenza lineare di 20 stanze da attraversare da sinistra a destra, mentre il palazzo di Sckunn è articolato su più piani collegati da ascensori e deve essere esplorato, anche per trovare alcuni oggetti necessari.
Il giocatore controlla Arkos che può camminare nei due sensi, saltare, abbassarsi, salire scalette e sparare con due armi. L'arma principale è un fucile che spara orizzontalmente con colpi illimitati; le armi secondarie, con colpi limitati, sono granate da lancio su Hypsis e un raggio gigante su Sckunn.
Arkos ha tre vite, ciascuna con una barra di energia, ma è possibile anche perdere una vita direttamente se si cade nel vuoto, nell'acqua o su una mina. La perdita di una vita obbliga a ricominciare tutta la zona da capo. I power-up permettono di ricaricare l'energia, l'arma secondaria, o di avere temporanea invincibilità.

## Copertina
Come immagine di copertina e pubblicitaria venne utilizzata un'illustrazione di Luis Royo intitolata Cover Ere Comprimee, già apparsa come copertina della rivista fantasy Heavy Metal (vol. 8, n° 2, maggio 1984). L'immagine mostra un futuristico guerriero e una futuristica bella donna poco vestita, con un capezzolo seminudo, che nel Regno Unito andò incontro a polemiche e su alcune riviste venne censurato.